# 薩爾塞多 (密蘇里州)
薩爾塞多（英語：Salcedo）是位於美國密蘇里州斯科特縣的非建制地區。

## 地理
薩爾塞多所處的海拔為高於海平面92米（即302英呎），而該地所採用的時區為UTC-6，即北美中部時區（CST）。同時該地設有夏令時間，為UTC-6調快一小時，即UTC-5（CDT）。